# Jürgen Nielsen-Sikora
Jürgen Nielsen-Sikora (* 25. Juli 1973 in Köln) ist ein deutscher Philosoph und Historiker.

## Leben
Nielsen-Sikora studierte von 1995 bis 1999 an der Universität zu Köln und Freien Universität Berlin Philosophie, Pädagogik, Geschichte und Psychologie und schloss als Diplom-Pädagoge ab. 2002 wurde er bei Holger Burckhart im Fach Philosophie promoviert. Er war von 2000 bis 2002 Stipendiat der Graduiertenförderung des Landes Nordrhein-Westfalen. Von 2000 bis 2003 war er Wissenschaftliche Hilfskraft an der Universität zu Köln, im Anschluss Wissenschaftlicher Mitarbeiter der Abteilung für Didaktik der Geschichte und Geschichte der Europäischen Integration; 2009 wurde er dort Akademischer Rat.
Seit seiner Habilitation 2011 bei Michael Gehler an der Universität Hildesheim ist er dort Privatdozent. Im Jahr 2012 wechselte er zur Konrad-Adenauer-Stiftung. In der Hauptabteilung Wissenschaftliche Dienste/Archiv für Christlich-Demokratische Politik leitete er die Abteilung Zeitgeschichte. Im Dezember 2014 wechselte er an die Universität Siegen und zeichnet verantwortlich für das dort ansässige Hans-Jonas-Institut. Im Dezember 2018 wurde ihm eine außerplanmäßige Professur für Bildungsphilosophie zuerkannt.
Nielsen-Sikora wurde mehrfach von der Jungen Akademie an der Berlin-Brandenburgischen Akademie der Wissenschaften wie auch von den Salzburger Hochschulwochen ausgezeichnet. Seine Hauptforschungsgebiete sind die Geschichte Europas im 20. Jahrhundert, insbesondere die Geschichte der europäischen Integration, sowie bildungsphilosophische Themen.

## Schriften (Auswahl)
- Mit-Verantwortung. Hans Jonas, Vittorio Hösle und die Grundlagen normativer Pädagogik. Gata, Eitorf 1999, ISBN 3-932174-45-3.
- Zukunftsverantwortliche Bildung. Bausteine einer dialogisch-sinnkritischen Pädagogik. Königshausen & Neumann, Würzburg 2003, ISBN 3-8260-2526-1.
- Zusammen mit Holger Burckhart (Hrsg.): Praktische Philosophie. Philosophische Praxis. WBG, Darmstadt 2005, ISBN 3-534-18428-9.
- Zusammen mit Jürgen Elvert (Hrsg.): Leitbild Europa. Europabilder und ihre Wirkungen in der Neuzeit. Steiner, Stuttgart 2008, ISBN 978-3-515-09333-0.
- Europa der Bürger? Anspruch und Wirklichkeit der europäischen Einigung. Eine Spurensuche. Steiner, Stuttgart 2009, ISBN 978-3-515-09424-5.
- Zusammen mit Jürgen Elvert (Hrsg.): Kulturwissenschaften und Nationalsozialismus. Steiner, Stuttgart 2009, ISBN 978-3-515-09282-1.
- Das Ende der Barbarei. Essay über Europa (= Studien zur Geschichte der Europäischen Integration. Band 20). Steiner, Stuttgart 2012, ISBN 978-3-515-10261-2.
- Zusammen mit John-Stewart Gordon (Hrsg.): Hans Jonas. Zur Diskussion seiner Denkwege. Logos, Berlin 2017, ISBN 978-3-8325-4452-2.
- Hans Jonas. Für Freiheit und Verantwortung (Biografie). WBG, Darmstadt 2017, ISBN 978-3-5347-4319-3.
- Hans Jonas-Handbuch. Leben, Werk, Wirkung. J.B. Metzler, Heidelberg 2021, ISBN 978-3-476-05723-5.
- Zusammen mit Lisa Dillinger u. a.: Jim Knopf, Gonzo und andere Aufregen. Zur Analyse und Kritik engagierter Pädagogiken. Metzler, Heidelberg/Berlin 2023, ISBN 978-3-662-66179-6.
- Zusammen mit André Schütte (Hrsg.): Wem folgen? Über Sinn, Wandel und Aktualität von Vorbildern. Metzler, Heidelberg/Berlin 2023, ISBN 978-3-662-66837-5.
- Zusammen mit Stephan Habscheid (Hrsg.): Das generische Maskulinum. Eine Diskussion anlässlich der Verleihung der Ehrendoktorwürde an Navid Kermani an der Universität Siegen. universi - Universitätsverlag Siegen, 2024, ISBN 978-3-96182-181-5.